# 葛野浩昭
葛野 浩昭（くずの ひろあき、1960年 - ）は、日本の文化人類学者。立教大学観光学部交流文化学科教授。福井県出身。

## 経歴
- 1979年 - 福井県立藤島高等学校卒業
- 1979年 - 東京大学文科III類入学
- 1983年 - 東京大学教養学部教養学科文化人類学専攻コース卒業
- 1985年 - 東京大学大学院修士課程社会学研究科文化人類学専攻コース修了
- 1988年 - 東京大学大学院博士課程社会学研究科文化人類学専攻コース中退
- 1988年 - 東京大学教養学部教養学科人類学研究室助手
- 1995年 - 聖心女子大学文学部助教授
- 2007年 - 立教大学観光学部交流文化学科教授

## 書籍
- 1990年 - 『トナカイの社会誌 ― 北緯70度の放牧者たち』　河合出版
- 1998年 - 『サンタクロースの大旅行』　岩波新書
- 2005年 - 『文化人類学研究 - 先住民の世界』　放送大学教育振興会
- 2005年 - 『世界の食文化(20) - 北欧の先住民族サーミ』　農文協

## テレビ出演
- 2005年12月17日 - 世界一受けたい授業（日本テレビ）　1時限目『クリスマスの謎！！ ～サンタはトナカイではなく、豚のソリに乗っていた！～』